# Berthold von Bernstorff

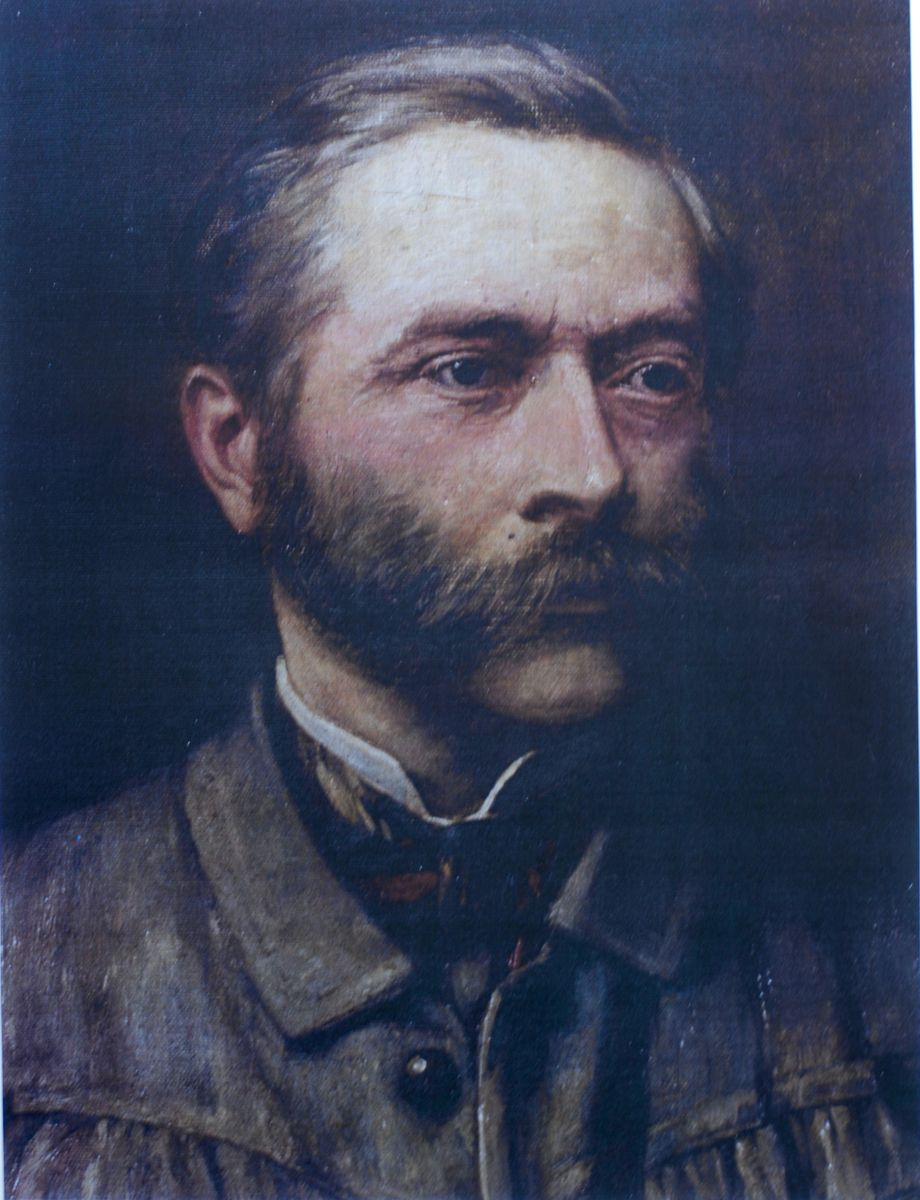
Berthold von Bernstorff

Graf Berthold von Bernstorff-Wehningen (* 21. Januar 1842 in Berlin; † 12. Februar 1917 in Höllwangen) war ein deutscher Rittergutsbesitzer und Reichstagsabgeordneter.

## Familie
Berthold von Bernstorff war ein Sohn des Hannoverschen Landrats und Mitglieds des deutschen Reichstags Bechtold von Bernstorff (1803–1890) und dessen Ehefrau Thekla Freiin von Bibra a. d. H. Irmelshausen (1810–1884).
Am 11. Januar 1870 heiratete er in Gartow seine erste Frau Charlotte Freiin von Wangenheim a. d. H. Burg-Wake (1851–1879). Am 25. Oktober 1887 heiratete er in Gartow seine zweite Frau Alma Freiin von Wangenheim a. d. H. Sonneborn (1864–1927).
Kinder aus erster Ehe:
- Georg-Ernst August (1870–1939)
- Marie Amalie (1872–1951, seit 1895 verheiratet mit Karl von dem Bussche-Münch)
- Charlotte Anna Luise (1879–1967, seit 1902 verheiratet mit Eberhard von Plato)

Kinder aus zweiter Ehe:
- Joachim Bechtold Walrab (* 1888)
- Christian Andreas (1889–1966).[1]
- Elisabeth Leonie Marie Charlotte (* 1899), seit 1925 verheiratet mit Franz Eduard von Stockhausen
- Johann Hartwig (* 1902), verheiratet mit Carmen Perez
- Anna Augusta (* 1905)

Einer seiner Enkel war der Bundeswehr-Generalleutnant Anton Detlev von Plato. Georg von Rotenhan war sein Schwager.

## Leben
Er besuchte das Alte Gymnasium Oldenburg, das Gymnasium St. Augustin in Grimma und das Johanneum Lüneburg. Er studierte an der Großherzoglich-Sächsischen Forstlehranstalt Eisenach und der Georg-August-Universität Göttingen. 1865 wurde er Konkneipant des Corps Bremensia Göttingen. Er war bis nach 1866 als Förster tätig und absolvierte ein landwirtschaftliches Studium. 1869 übernahm er die Gartower Forstverwaltung bis 1883. Seit 1877 war er Mitglied des Central-Ausschusses der Königlich landwirtschaftlichen Gesellschaft in Hannover und seit Einführung der Landwirtschaftskammer Mitglied des Vorstandes. Weiter war er seit 1883 Präsident des Lünebürger Provinzial-Vereins. 1883 übernahm er seinen Besitz in Wehningen und 1892 kaufte er die Insel Schiermonnikoog. Er war Mitglied der Kreistage Dannenberg und Bleckede, sowie Kreis-Deputierter bis 1891. Außerdem war er Mitglied der evangelisch-lutherischen Landessynode seit 1890 und Landschaftsrat der Lüneburgischen Ritter- und Landschaft sowie Mitglied des Königlich Landes-Ökonomie-Kollegiums und des Deutschen Landwirtschaftsrats.
Von 1893 bis 1907 war er Mitglied des Deutschen Reichstags für den Wahlkreis Provinz Hannover 15 (Lüchow, Uelzen, Dannenberg, Bleckede) und die Deutsch-Hannoversche Partei.

## Genealogie
- Genealogisches Taschenbuch der Gräflichen Häuser 1897. 70. Jahrgang, Justus Perthes, Gotha 1896, S. 112–115.